# Malossadovi
Malossadovi (en rus: Малосадовый) és un poble (un possiólok) del krai de Stàvropol, a Rússia, que en el cens del 2010 tenia 428 habitants. Pertany al districte rural de Levokúmskoie.